# Luis Enrique Martínez
Pour les articles homonymes, voir Martinez.
Luis Enrique Martínez, surnommé Neco Martínez, né le 11 juillet 1982 à Necoclí (Colombie), est un footballeur colombien, évoluant au poste de Gardien de but avec le club de l'Atlético Nacional. Au cours de sa carrière, il évolue à Envigado, à l'Atlético Huila, à Guanacasteca, à l'Independiente Santa Fe, à Sakaryaspor, à Manisaspor et au Once Caldas ainsi qu'en équipe de Colombie.
Martinez marque un but lors de ses quatorze sélections avec l'équipe de Colombie depuis 2003. Il participe à la Coupe des confédérations en 2003, à la Gold Cup en 2005 et à la Copa América en 2011 avec la Colombie.

## Biographie
Il réussit, chose rare pour un gardien, à marquer un but lors d'un match contre la Pologne, d'un grand tir lointain surprenant le gardien adverse.
Il est élu meilleur gardien du Festival International Espoirs de Toulon en 2001.
Il est le gardien titulaire de l'équipe de Colombie lors de la Copa América 2011.

## Carrière
- 2001 :  Envigado
- 2001 :  Atlético Huila
- 2002 :  Guanacasteca
- 2003 :  Envigado
- 2003-2006 :  Independiente Santa Fe
- 2006-2007 :  Sakaryaspor
- 2008 :  Manisaspor
- 2008-2009 :  Sakaryaspor
- 2010-2012 :  Once Caldas
- 2012 :  Envigado
- 2013- :  Atlético Nacional[2]

## Palmarès

### En équipe nationale
- 14 sélections et 1 but avec l'équipe de Colombie depuis 2003

### Avec l'Once Caldas
- Vainqueur du Championnat de Colombie de football en 2010 (Tournoi de clôture)

### Avec l'Atlético Nacional
- Vainqueur du Championnat de Colombie de football en 2013 (Tournoi d'ouverture) et 2013 (Tournoi de clôture)
- Vainqueur de la Coupe de Colombie de football en 2013